# Bound by Flame
Bound by Flame ist ein Action-Rollenspiel, das von Spiders entwickelt und von Focus Home Interactive veröffentlicht wurde. Das Fantasy-Computerspiel erschien am 9. Mai 2014 in Europa für Windows, PlayStation 3, PlayStation 4 und Xbox 360.

## Handlung und Spielprinzip
Die Fantasy-Welt Vertiel wird von den bösen Eisfürsten mit ihrer Armee von Untoten überrannt. Der Spieler schlüpft in die Rolle von Vulcan, einem Söldner, der Wache stehen soll und durch ein missglücktes Magieexperiment von einem Feuerdämon besessen wird. In einem Moralsystem kann man entscheiden, ob der Hauptcharakter den Dämon beherrschen oder sich ihm vollständig hingeben will. Man ist dabei mit einer Gruppe von Begleitern (Party) unterwegs.

## Entwicklungsgeschichte
Bound by Flame wurde erstmals im März 2013 vom französischen Entwicklerstudio Spiders und Publisher Focus angekündigt. Spiders hatte zuvor bereits mit Mars: War Logs ein Spiel im selben Genre, allerdings mit Science-Fiction-Setting, entwickelt, das im April 2013 erschien. Bound by Flame war ursprünglich für eine Veröffentlichung auf PlayStation 3 und Xbox 360 für Ende 2013 geplant, wurde jedoch auf 2014 verschoben. Im März 2014 gab der Publisher Focus Home Interactive bekannt, dass das Spiel am 9. Mai 2014 für Windows, PlayStation, PlayStation 4 und Xbox 360 veröffentlicht wird.
Der Soundtrack des Spiels wurde von Olivier Derivière komponiert, der zuvor bereits für Soundtracks in Spielen wie Remember Me und Assassin’s Creed IV: Black Flag verantwortlich war.

## Rezeption
Bound by Flame erhielt gemischte Bewertungen. Kritisiert wurde insbesondere die Story-Präsentation.
GameStar sieht Anleihen von Dark Souls und Dragon Age. Dabei bleibe das Spiel aber „spürbar hinter der Qualität der Ideengeber.“ Sowohl GameStar, als auch 4Players ziehen im Test einen Rezept-Vergleich und bezeichnen Bound by Flame als solides Rollenspiel. 4Players nennt Zutaten von Bioware, From Software, Lionhead und CD Projekt Red.

„Solides Rollenspiel mit knackigen Kämpfen.“

Laut GamePro gibt es keine inhaltliche, aber kleinere grafische Unterschiede zwischen den Versionen für die verschiedenen Plattformen. So haben PC und PlayStation 4 etwas detailliertere Texturen und Umgebungsverdeckung, während das Spiel auf den älteren Konsolen Xbox 360 und PlayStation 3 in niedrigerer Auflösung läuft. IGN zufolge breche die Framerate auf der PS4 insbesondere bei Licht- und Wassereffekten allerdings spürbar ein.